# Predsokratovska filozofija
Predsokratovska filozofija pojam je kojim se označava grčka filozofska misao koja se razvijala u antičkoj filozofiji prije Sokrata, kao i ona koja se razvijala za njegova života ali na temelju mišljenja i zaključaka koji su bili izvedeni prije Sokratovog stupanja na povijesnu scenu. Često je teško slijediti argumentaciju koju su različiti predsokratovski filozofi nudili kao dokaz za svoja gledišta zbog toga što njihova originalna djela, kojih je bilo mnogo, nisu sačuvana, već raspolažemo samo fragmentima i citatima kasnijih filozofa i povjesničara. S predsokratovcima počinje grčka i europska filozofija u pravom smislu riječi: oni su odbacili ranije mitološke špekulacije i interpretacije stvarnosti i krenuli u potragu za racionalnim objašnjenjima. Mnogi od njih postavili su sebi sljedeća pitanja:
- Od čega sve nastaje?
- Odakle sve dolazi?
- Kako objasniti mnoštvo koje se nalazi u prirodi?
- Može li se i kako priroda matematički izraziti (objasniti)?

Drugi su se predsokratovci usredotočili na definiranje problema i paradoksa koji su postali temeljem kasnijih matematičkih, znanstvenih i filozofskih istraživanja. Kozmologije koje su ponudili ovi rani grčki filozofi vremenom su, naravno, ispravljane otkrićima i zaključcima do kojih je došla suvremena znanost. Kasniji su filozofi odbacili mnoge odgovore koje su predsokratovci ponudili, ali pitanja koja su oni prvi postavili nisu izgubila na važnosti.
Neki od ranih grčkih filozofa ne pripadaju predsokratovskoj filozofiji u strogom smislu riječi i ne svrstavaju se u nju prema predmetu svojih istraživanja, već uglavnom prema kronologiji. To se, prije svega, odnosi na sofiste, koji su napustili kozmološka istraživanja i umjesto toga usredotočili se na čovjeka, civilizaciju i ljudske običaje. Prema Platonu, i sam je Sokrat na suđenju bio nazvan sofistom. Međutim, s obzirom na kronologiju te zbog kontrasta koji postoji između sofistike, s jedne strane, i filozofije Sokrata, Platona i Aristotela s druge, uobičajeno da se sofisti smatraju djelom predsokratovske filozofske misli.

## Jedno i mnoštvo
Europska filozofija započinje pokušajem da se objasne promjene koje se opažaju u prirodi pronalaženjem jedinstva, nekog zajedničkog supstrata, nekog temeljnog načela, nekakvog jedinstva koje se nalazi u temelju raznolikosti. Tales je to zajedničko načelo pronašao u vodi, Anaksimen u zraku, Heraklit u vatri. Oni biraju različita načela, ali sva trojica vjeruju da postoji jedno temeljno načelo prirode, jedan bitak. Međutim, njihov zaključak o jedinstvu nije fizikalnog karaktera. Upravo zbog toga što su iskoračili iz osjetilnog iskustva i upotrijebili ono što bi se moglo nazvati metafizičkom intuicijom, oni su sebi osigurali mjesto u povijesti filozofije. Tales je, započinjući povijest grčke filozofije, iznio stav da je voda pranačelo svih stvari. Da je on ostao na tome, mi bismo imali jednu znanstvenu hipotezu, pogrešnu ali teško opovrgljivu. Međutim, on je otišao dalje od toga, jer je u tom stavu sadržana jedna metafizička ideja: Sve je jedno, koja Talesu neosporno osigurava mjesto prvog europskog filozofa. To vrijedi i za ostale kozmologe: svi su se oni izdigli ne samo iznad mitskih predstavljanja, nego i iznad osjetilno opažajnog svijeta i onoga što bi se moglo utvrditi čisto empirijskim putem i odlučili da se oslone na um i mišljenje u nastojanju da njime obuhvate svijet kao cjelinu kojom vlada opće načelo.
Suočeni sa svijetom u kome se stalno događaju promjene, sa svijetom u kome vlada raznolikost i mnoštvo, oni su prvo pokušavali pronaći opće načelo koje vlada svijetom i tom raznolikošću. Tada su, međutim, morali utvrditi kakav je odnos između raznolikosti svijeta i jednog općeg načela. Anaksimen je to nastojao objasniti zgušnjavanjem i razrjeđivanjem, Heraklit je činio slično, ali naglašavajući jedinstvo u razlici, Parmenid je, naglašavajući jedno i nepromjenjivo biće, zapravo nijekao mogućnost bilo kakve promjene kao čistu obmanu osjeta, Empedoklo je postulirao četiri osnovna elementa koji uz djelovanje Ljubavi i Mržnje grade svijet, a Anaksagora je u krajnjoj liniji začetnik atomističke teorije.

## Teorija prirode
Predsokratovci nisu riješili problem odnosa između jednog i mnoštva, te su na njemu nastavili raditi Platon i Aristotel, pa se ne može reći da obrada tog problematike predstavlja specifičnost predsokratovske filozofije. Ta se odlika može naći u tome što su se rani grčki filozofi usredotočili ne na čovjeka, već na fizički svijet oko sebe, na prirodu, na svemir: zbog toga se često i nazivaju fizičarima i kozmolozima. Oni, dakako, nisu mogli razlikovati fiziku od filozofije (to, uostalom, teško da bi bilo moguće u tako ranom stupnju razvoja znanosti), pa su i "znanstvena" zapažanja čisto praktičnog karaktera spajali s filozofskim špekulacijama, što se najlakše može uočiti upravo kod prvog od njih, Talesa. Kako nisu pravili jasnu razliku između duha i materije te kako su u prirodi zapažali uglavnom materijalnu promjenu, to i na pitanje – "Od čega je svijet sastavljen?" – odgovaraju nekom vrstom materije, bilo da je to Talesova voda, Anaksimandrov apeiron, Anaksimenov zrak, Heraklitova vatra ili Leukipovi i Demokritovi atomi. Zbog svega toga nije pogrešno ove prve filozofe nazvati fizičarima. Njih se istovremeno može ispravno nazvati i kozmolozima, jer su istraživali prirodu svemira, predmet naše spoznaje, dok su se samim čovjekom bavili samo kao jednim dijelom tog svemira, kao "objektom". Razmatranja o jednom i mnoštvu te o općem načelu u svemiru označila su začetke ontologije kao posebne filozofske discipline.

## Problem spoznaje
Već u predsokratovskoj filozofiji postavljen je problem spoznaje, koji će stoljećima kasnije nastaviti zaokupljati mislioce i koji će prerasti u zasebnu filozofsku disciplinu, gnoseologiju. To je jedini vid rane grčke filozofije u kojem je čovjek promatran kao "subjekt", konkretno kao subjekt spoznaje, a to je odnos između osjetilnog iskustva i uma. Tako je Parmenid, definirajući načelo Jednog i uvidjevši da ne može objasniti nastajanje i nestajanje, koji su dati u osjetilnom iskustvu, porekao vjerodostojnost osjeta i proglasio isključivu valjanost uma kao jedinog koji može doprijeti do onog stvarnog i vječnog. Problem spoznaje i odnosa između različitih načina ljudske spoznaje nije u ranoj grčkoj filozofiji razmatran kao zaseban problem, već prije svega u kontekstu neke metafizičke postavke, ali je on začet već u tom ranom periodu, u doba predsokratovske filozofije.

## Sofisti kao prijelazno razdoblje
Kako su se rani grčki filozofi javljali po sustavu teze i antiteze (na primjer, Heraklit je posebno isticao nastajanje, a Parmenid bivstvovanje), klice kasnijih filozofskih razmišljanja i sustava mogu se naći već u predsokratovskoj filozofiji. Tako u Parmenidovom učenju o Jednom, ako se ono poveže s uzdizanjem uma na račun osjetilnog iskustva, jasno razlučujemo zametke Platonovog idealizma; u Anaksagorinom Umu prepoznajemo začetke kasnijeg filozofskog teizma; a Leukipov i Demokritov atomizam anticipira kasnije materijalističke i mehanicističke filozofske teorije
.
Skeptičan stav većine predsokratovaca prema mogućnostima i istinitosti osjetilne spoznaje mogao je utjecati na to da se u 5. stoljeću pr. Kr. pojavi određeno nepovjerenje prema kozmologijama. Ako je, naime, naše osjetilno opažanje nepouzdano, ako je sve u stalnom stanju promjene i nema ničeg postojanog što bi se moglo neposredno spoznati, ako se to što je postojano ne može pouzdano utvrditi (jer nisu li svi predsokratovci tvrdili da je nešto drugo ono što predstavlja postojano načelo?), te ako se najzad uzme u obzir Zenonova dijalektika, onda svaki napredak u izučavanju kozmologije i prirode mora izgledati gotovo nemoguć. Da bi došlo do istinskog napretka, činilo se, moralo je doći do okretanja ka čovjeku   "subjektu" kao predmetu razmišljanja. Skepticizam u koji je zapala rana filozofija, kombiniran s gotovo dramatičnim društvenim, ekonomskim i političkim promjenama u helenskom svijetu u prvoj polovici 5. stoljeća pr. Kr., doprinio je pojavi sofista na sceni povijesti filozofije. Promjenom predmeta istraživanja oni se oštro razlikuju od ranijih kozmologa, ali se odvajaju i od klasične grčke filozoje – Platona i Aristotela, koji su objedinili fizičko-kozmološka razmatranja ranih filozofa s antropološkim istraživanjem sofista.

## Geografski raspored
Pogled na "kartografiju" rane grčke filozofske misli na Sredozemlju otkriva ovakav geografski raspored predsokratovaca:
- Jonski filozofi (Tales, Anaksimandar, Heraklit i dr.), koji su se usredotočili na otkrivanje općih načela koji vladaju prirodom;
- Južnoitalski filozofi u tzv. Velikoj Grčkoj, odnosno Pitagora u Krotonu te Elejci (Parmenid, Zenon) u Eleji, fokejskoj koloniji u Kampaniji, koji se više okreću metafizičkim špekulacijama.

Od 5. stoljeća pr. Kr. središtem filozofskih istraživanja postaje Atena.

## Rani filozofi i filozofski pravci
Tradicionalni raspored glavnih predsokratovaca prema filozofskom pravcu kojem su pripadali (premda postoji nekoliko manjih varijacija) izgleda ovako:
- Miletska škola

Tales (624. – 546. pr. Kr.)
Anaksimandar (610. – 546. pr. Kr.)
Anaksimen (585. – 525. pr. Kr.)
- Pitagorejska škola

Pitagora (582. – 496. pr. Kr.)
Filolaj (470. – 380. pr. Kr.)
Alkmeon iz Krotona
Arhita (428. – 347. pr. Kr.)
- Efeška škola

Heraklit (535. – 475. pr. Kr.)
- Elejska škola

Ksenofan (570. – 470. pr. Kr.)
Parmenid (510. – 440. pr. Kr.)
Zenon iz Eleje (490. – 430. pr. Kr.)
Melis sa Samosa (rođen oko 470. pr. Kr.)
- Pluralistička škola

Empedoklo (490. – 430. pr. Kr.)
Anaksagora (500. – 428. pr. Kr.)
- Atomistička pluralistička škola

Leukip (5. stoljeće pr. Kr.)
Demokrit (460. – 370. pr. Kr.)
- Sofisti

Protagora (481. – 420. pr. Kr.)
Gorgija (483. – 375. pr. Kr.)
Trazimah
Kalikle
Kritija
Prodik (465.-oko 390. pr. Kr.)
Hipija (485. – 415. pr. Kr.)
Antifont (480. – 411. pr. Kr.)
Likofron
- Diogen iz Apolonije (rođen oko 460. pr. Kr.)
- Ferekid sa Sirosa (6. stoljeće pr. Kr.)

## Vanjske poveznice
- D. H. Th. Vollenhoven's History of the Presocratic Philosophers translated by H. Evan Runner  Arhivirana inačica izvorne stranice od 16. srpnja 2012. (Wayback Machine)
- Early Greek Philosophy and the Primary Substance  Arhivirana inačica izvorne stranice od 20. listopada 2008. (Wayback Machine)